# جائزة سان بطرسبرج الكبرى 2007
جائزة سان بطرسبرج الكبرى 2007 (بالإنجليزية: 2007 Honda Grand Prix of St. Petersburg)‏ هو سباق فورمولا 1
أقيم بتاريخ 1 أبريل 2007 في Grand Prix of St. Petersburg course ‏، الولايات المتحدة، وكان السباق 2 من أصل 17 في سلسلة إندي كار 2007، وكان أول المنطلقين هيليو كاسترو نيفيز.
فاز بالمركز الأول  هيليو كاسترو نيفيز، وكان صاحب أسرع لفة ماركو اندريتي.